# Linda (mitologia estoniana)

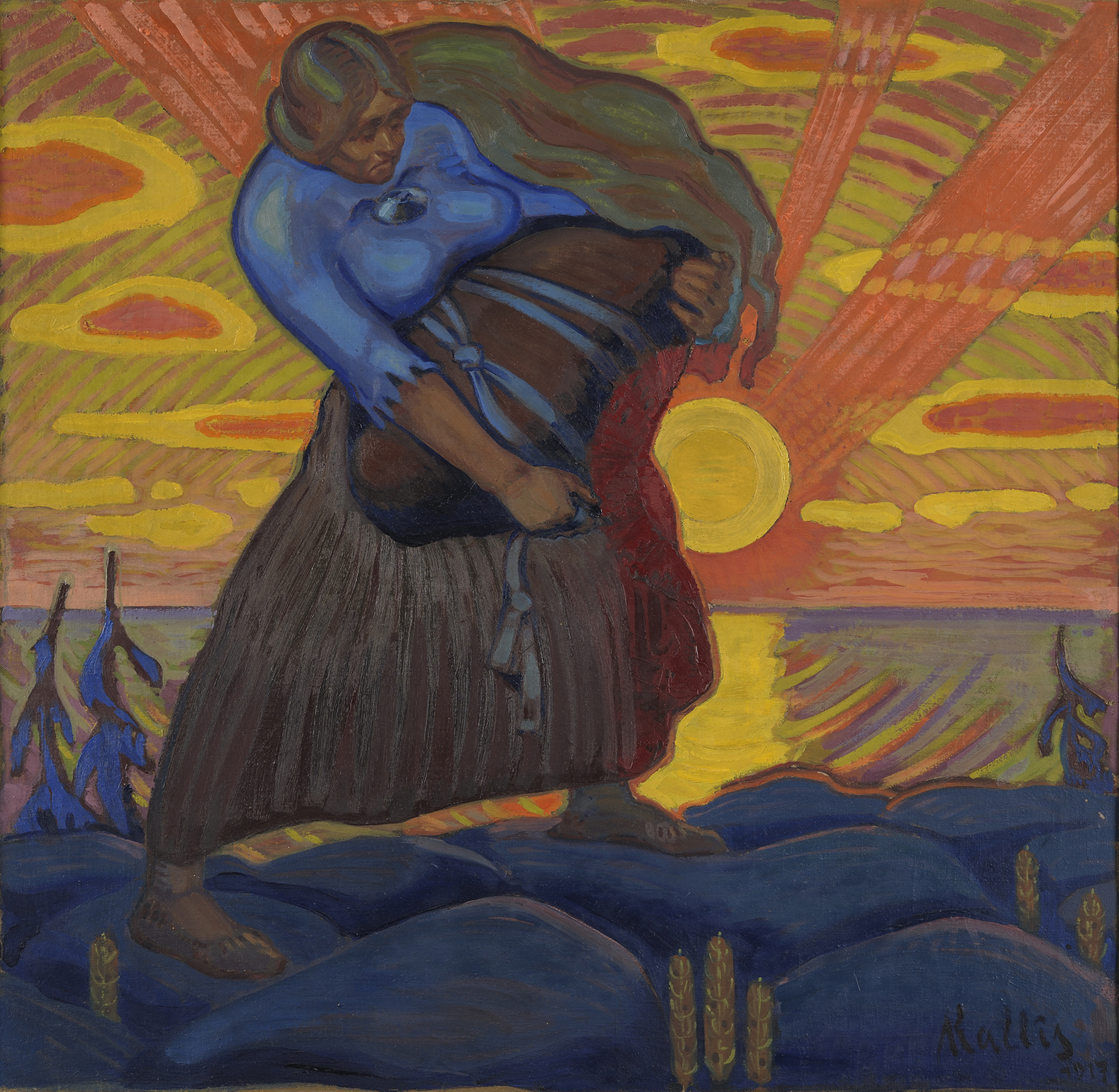

Na mitologia estoniana e Kreutzwald's, no épico "Kalevipoeg", Linda era a mãe de Kalevipoeg e a esposa de Kalev. Ela tem seu nome em várias localizações estonianas, incluindo a Lindakivi (Pedregulho Linda), no Lago Ülemiste. 